# Élections municipales de 2014 au Havre
Pour un article plus général, voir Élections municipales de 2014 en Seine-Maritime.
Les élections municipales eurent lieu le 23 mars 2014 au Havre.

## Mode de scrutin
Le mode de scrutin au Havre est celui des villes de plus de 1 000 habitants : la liste arrivée en tête obtient la moitié des 59 sièges du conseil municipal. Le reste est réparti à la proportionnelle entre toutes les listes ayant obtenu au moins 5 % des suffrages exprimés. Un deuxième tour est organisé si aucune liste n'atteint la majorité absolue et au moins 25 % des inscrits au premier tour. Seules les listes ayant obtenu aux moins 10 % des suffrages exprimés peuvent s'y présenter. Les listes ayant obtenu au moins 5 % des suffrages exprimés peuvent fusionner avec une liste présente au second tour.

## Candidats

### UMP
Le maire du Havre Édouard Philippe a été sans surprise investi par la Commission Nationale d'Investiture de l'UMP .
La liste est composée de :
- Édouard Philippe
- Agnès Canayer
- Régis Debons
- Agnès Frimin-Le-Bodo
- Luc Lemonnier
- Virginie Chevrier
- Salim Turan
- Linda Madjhoub
- Yves Huchet
- Florence Rainot
- Sébastien Tasserie
- Stéphanie Minez
- Patrick Teissere
- Laurence Besancenot
- Emmanuel Diard
- Bineta Niang
- Florent Saint-Martin
- Solange Gambart
- Jean-Michel Morin
- Alix Vaillant
- Jean-Baptiste Gastinne
- Marie-Laure Drone
- Michel Maillard
- Valérie Egloff
- Seydou Traoré
- Geneviève Serrano
- Romain Costa
- Ourdia Chati
- Marc Migraine
- Véronique Dubois
- Maxime Selman
- Josepha RETOUT
- Jean-Luc SALADIN
- Natacha CHICOT
- André GACOUGNOLLE
- Laëtitia DE SAINT NICOLAS
- Bruno BECQUET
- Malika CHERRIÈRE
- Karim BENAOUDA
- Louisa COUPPEY
- Christian DUVAL
- Sandrine DUNOYER
- Carlos MORAIS
- Brigitte DECHAMPS
- Richard YVRANDE
- Sandrine GUILLIN-VAUTIER
- Nicolas BEAUCHÉ
- Camille SAULOUP
- Augustin BŒUF
- Fanny DROCOURT
- Florent LETHUILIER
- Corinne CHATEL
- Aurélien DUVAL
- Delphine ROBACH
- Serge LECONTE
- Sylvie LUST
- Arnaud LE QUELLEC
- Françoise LE MONNIER
- Antoine Rufenacht

### Le Havre à cœur
Nathalie Nail, 40 ans, conseillère générale du Havre et conseillère municipale du Havre, membre du parti communiste français est la candidate de large rassemblement de la gauche soutenue par le PCF, PG, Ensemble, militants socialistes et écologistes, militants associatifs et syndicaux succédant à Daniel Paul.
Les 59 candidats de la liste Le Havre à cœur :
1. Nathalie Nail - 45 ans - Tête de liste Le Havre à cœur – Conseillère municipale et générale - Mare-au-Clerc
2. Jean-Louis Jegaden - 63 ans - Conseiller municipal et général - Frilleuse
3. Guéda Gadio - 32 ans - Sociologue - Mont-Gaillard
4. Daniel Paul - 70 ans - Conseiller municipal, ancien député, chevalier de la Légion d'honneur - Mont-Gaillard
5. Valérie Auzou - 52 ans - Conseillère municipal, adjointe au maire délégué de Rouelles, en formation - Rouelles
6. Gérald Maniable - 46 ans - Enseignant en lycée professionnel - Sanvic
7. Nadine Lahoussaine - 54 ans - Conseillère municipale, cadre administratif - Graville
8. Gilles Houdouin - 56 ans - Professeur - Acacias
9. Sophie Hervé - 37 ans - Conseillère municipale, agent d'accueil CER SNCF - Sainte-Catherine
10. Thierry Defrenes - 35 ans - Technicien en industrie - Observatoire
11. Josette Lainé - 57 ans - Cadre territoriale spécialisée en aménagement et vie des territoires - Coty
12. Armand Legay - 67 ans - Retraité - Le Perrey
13. Catherine Guney - 37 ans - Employée - Mare Rouge
14. Jérôme Deschamps - 46 ans - Salarié de l'administration publique, militant écologiste - Sanvic
15. Axelle Jouvin - 36 ans - Juriste - Gobelins
16. Michaël Le Goulven - 37 ans - Ouvrier Retraitement eaux - Bléville
17. Claire Alain - 43 ans - Architecte - Soquence
18. Jean Philippe Bredel - 39 ans - Ouvrier docker - Caucriauville
19. Angéla Héranval - 30 ans - Agent territorial - Observatoire
20. Christophe Gil - 38 ans - Ouvrier Renault, militant syndical - Croix-Blanche
21. Sandrine Damar - 33 ans - Douanière - Danton
22. Dominique Mutel - 57 ans - Conseiller municipal, employé BTP, militant syndical - Ste-Marie
23. Khadija Khiar - 51 ans - Employé bibliothèque universitaire - Le Perrey
24. Eric Lor - 51 ans - Conseiller municipal, Formateur - Sanvic
25. Evelyne Barq - 63 ans - Retraitée - Saint-Vincent
26. Erwan Lehoux - 21 ans - Étudiant - Acacias
27. Haby Niang - 28 ans - Conductrice de bus LIA - Grand-Hameau
28. Philippe Brard - 60 ans - Professeur de français retraité - Ormeaux
29. Esther Bourdel - 30 ans - Animatrice, militante Parents d'élèves - Mont-Gaillard
30. Gilles Croguennec - 42 ans - Ancien salarié d'une entreprise de transport en commun, Secrétaire de section PCF - Brindeau
31. Françoise Haussetête - 59 ans - Commerçante - Observatoire
32. Jean Pierre Sceaux - 60 ans - Enseignant à l'université, Ancien directeur de l'IUT - Graville
33. Christelle Heuzé - 46 ans - Agent import export sans emploi - Soquence
34. Jean Baptiste Le Cam - 29 ans - Professeur - St-François
35. Chloé Hauguel - 19 ans - Étudiante en biologie - Massillon
36. Nicolas Guillet - 41 ans - Maître de conférences en droit - Coty
37. Line Giraud - 43 ans - À la recherche d'un emploi - Rond-Point
38. François Leroux - 37 ans - Éducateur - Graville
39. Rebecca Sow - 25 ans - Salariée d'un I.M.E - Sainte-Catherine
40. Bruno Fouquet - 42 ans - Dessinateur industriel - Frilleuse
41. Nadia Ziane - 40 ans - Fonctionnaire internationale - Dollemard
42. Paul Lebouc - 23 ans - Étudiant - Dollemard
43. Carole Ménager - 32 ans - Vendeuse - Caucriauville
44. Eric Gruel - 55 ans - Facteur - Aplemont
45. Karamia Youssoufa - 41 ans - Agent territorial - Ste-Marie
46. Pascal Cramoisan - 50 ans - Conseiller municipal, Agent EDF - Aplemont
47. Sylvie Thabet - 59 ans - Infirmière scolaire - Aplemont
48. Djiby Diop - 65 ans - Retraité Renault Sandouville, chevalier de l'ordre national du mérite du Sénégal - Croix-Blanche
49. Mélynda Aubrun Dorbeaux - 31 ans - Cadre socio-éducatif - Rouelles
50. Abdelkader Chikhi - 26 ans - Opérateur nucléaire - Mare-Rouge
51. Céline Lelièvre - 41 ans - Écrivaine - Champs-Barets
52. Denis Duval - 57 ans - Agent d'assurance - Bois-de-Bléville
53. Chantal Sarniguet - 55 ans - Sage-femme - Sanvic
54. Thibault Langlois - 19 ans - Étudiant en droit - Eure
55. Christine Letouzey - 25 ans - en formation - Danton
56. Thomas Rose - 22 ans - Étudiant IFEN - Eure
57. Marie Lebon - 29 ans - Professeur - Saint-François
58. Daniel Cami - 66 ans - Retraité, président d'association sportive - Rond-Point
59. Yvette Fortier - 67 ans - Retraité EDF - Rond-Point

### La Mairie Pour Tous
Le candidat représentant le Parti socialiste, Europe Écologie Les Verts et le Parti radical de gauche a été désigné lors d'une primaire ouverte organisée à l'automne 2013. Les primaires ont donné ces résultats : Laurent Logiou 38,52 %, Camille Galap  57.58 et Armand Legay 3,89 %, Camille Galap remporte la primaire au premier tour avec la majorité  des voix, soit 841. La liste n'est plus représentée aujourd'hui au Conseil municipal que par Matthieu Brasse, secrétaire de Section du PS, à la suite de la défection de plusieurs élus.
| Candidats      | Candidats      | Premier tour | Premier tour |
| Candidats      | Candidats      | Voix         | %            |
| -------------- | -------------- | ------------ | ------------ |
|                | Camille Galap  | 841          | 57,58        |
|                | Laurent Logiou |              | 38,52        |
|                | Armand Legay   |              | 3,89         |
|                |                |              |              |
| Votants        | Votants        |              | 100,00       |
| Exprimés       |                |              |              |
| Blancs et nuls |                |              |              |

### Front national
Damien Lenoir est le candidat du FN secondé par Philippe Fouché-Saillenfest .

### Lutte ouvrière
Magali Cauchois est la candidate désignée par Lutte ouvrière au Havre, une première pour ce parti .

## Résultats
- Maire sortant : Édouard Philippe (UMP)
- 59 sièges à pourvoir (population légale 2011 : 174 156 habitants)

| | Édouard Philippe * | UMP-UDI        | 26 660  | 52,04  | 45 |  |  |
| Le Havre ! |                    |                | 26 660  | 52,04  | 45 |  |  |
| | Camille Galap      | PS-EELV-PRG    | 8 580   | 16,75  | 5  |  |  |
| La mairie pour tous |                    |                | 8 580   | 16,75  | 5  |  |  |
| | Nathalie Nail      | PCF-PG-E!      | 8 384   | 16,37  | 5  |  |  |
| Le Havre à cœur. Liste citoyenne de rassemblement soutenue par le Parti communiste français, le Parti de gauche, Ensemble. |                    |                | 8 384   | 16,37  | 5  |  |  |
| | Damien Lenoir      | FN             | 6 877   | 13,43  | 4  |  |  |
| Le Havre bleu Marine |                    |                | 6 877   | 13,43  | 4  |  |  |
| | Magali Cauchois    | LO             | 724     | 1,41   |    |  |  |
| Lutte ouvrière faire entendre le camp des travailleurs                                                                     |                    |                | 724     | 1,41   |    |  |  |
| |                    |                |         |        |    |  |  |
| Inscrits | Inscrits           | Inscrits       | 113 130 | 100,00 |    |  |  |
| Abstentions | Abstentions        | Abstentions    | 59 921  | 52,97  |    |  |  |
| Votants | Votants            | Votants        | 53 209  | 47,03  |    |  |  |
| Blancs et nuls | Blancs et nuls     | Blancs et nuls | 1 984   | 3,73   |    |  |  |
| Exprimés | Exprimés           | Exprimés       | 51 225  | 96,27  |    |  |  |
| * Liste du maire sortant                                                                                                   |                    |                |         |        |    |  |  |